# Tone Gunn Frustøl
Tone Gunn Frustøl  est une footballeuse internationale norvégienne née le 21 juin 1975 à Asker. Elle joue aux postes de défenseure et de milieu de terrain durant sa carrière.
Avec l'équipe de Norvège, Frustøl remporte la Coupe du monde 1995 et une médaille de bronze olympique en 1996. 

## Biographie

### En club
En club, elle joue pour l'Asker Fotball (en) et les Amazon Grimstad (en).

### En sélection
Tone Gunn Frustøl fait ses débuts en tournoi avec l'équipe nationale de Norvège lors de la Coupe du monde 1995 en Suède : elle dispute un match de phase de poules contre le Nigeria. La Norvège est sacré championne du monde à l'issue de la compétition.
Elle fait partie du groupe norvégien participant au tournoi olympique de football féminin aux Jeux olympiques d'Atlanta en 1996. Elle dispute la finale pour la troisième place remportée contre le Brésil et est donc médaillée de bronze.
Lors de la Coupe du monde 1999, elle est titulaire et dispute tous les matchs de l'équipe norvégienne durant la compétition. La Norvège est éliminée en demi-finale contre la Chine.